# Team Differdange-GeBa
Das Team Differdange-GeBa war ein luxemburgisches Radsportteam mit Sitz in Dippach (Luxemburg).
Seit 2005 besaß es den Status eines Continental Teams und nahm damit hauptsächlich an Rennen der UCI Europe Tour teil. In der Saison 2008 fuhr die Mannschaft unter dem Namen Differdange-Apiflo Vacances und von 2015 bis 2018 unter dem Namen Team Differdange-Losch, in der Saison 2019 hieß die Mannschaft Team Differdange-GeBa.
Seit der Gründung der Mannschaft wurde das Team von Gabriel Gatti geleitet. Zur Saison 2019 übergab er die Leitung an Gilles Kockelmann, der von dem Sportlichem Leiter Francis da Silva unterstützt wurde.
Mit Ende der Straßensaison 2019 löste sich die Mannschaft auf, da laut Teammanager Kockelmann das Team keine hinreichende finanzielle Unterstützung mehr hatte.

## Saison 2018

### Erfolge bei den Nationalen Straßen-Radsportmeisterschaften
In den Rennen zu den Nationalen Straßen-Radsportmeisterschaften 2018 gelangen die nachstehenden Erfolge.
| Datum   | Rennen                                    | Sieger       |
| ------- | ----------------------------------------- | ------------ |
| 1. Juli | Moldawische Meisterschaft – Straßenrennen | Maxim Rusnac |

## Saison 2017

### Erfolge bei den Nationalen Straßen-Radsportmeisterschaften
In den Rennen zu den Nationalen Straßen-Radsportmeisterschaften 2017 gelangen die nachstehenden Erfolge.=
| Datum    | Rennen                                   | Sieger            |
| -------- | ---------------------------------------- | ----------------- |
| 25. Juni | Ungarische Meisterschaft – Straßenrennen | Krisztian Lovassy |

### Mannschaft
| Teamkader 2017                            | Teamkader 2017     | Teamkader 2017         | Teamkader 2017                        |
| Name                                      | Geburtsdatum       | Land                   | Vorheriges Team                       |
| ----------------------------------------- | ------------------ | ---------------------- | ------------------------------------- |
| Claudio Catania                           | 4. Mai 1992        | Italien                | T.Palm-Pôle Continental Wallon (2016) |
| Ivan Centrone                             | 17. September 1995 | Luxemburg              |                                       |
| Tiago da Silva                            | 6. Februar 1997    | Luxemburg              |                                       |
| Mike Diener                               | 10. Februar 1991   | Luxemburg              |                                       |
| Jelle Donders                             | 18. Juni 1993      | Belgien                | Superano Ham-Isorex (2016)            |
| Krisztián Lovassy                         | 23. Juni 1988      | Ungarn                 | FixIT.no (2014)                       |
| Jan Petelin                               | 2. Juli 1996       | Luxemburg              | Selle Italia-Cieffe-Ursus (2015)      |
| Cédric Raymackers                         | 19. Juni 1992      | Belgien                | United (2014)                         |
| Gabriel Reguero                           | 6. April 1993      | Spanien                |                                       |
| Balázs Rózsa                              | 26. November 1995  | Ungarn                 | Szuper Beton (2016)                   |
| Maxim Rusnac                              | 29. September 1992 | Moldau                 |                                       |
| Wayne Stijns                              | 9. August 1993     | Niederlande            |                                       |
| Josh Teasdale                             | 23. Oktober 1993   | Vereinigtes Königreich |                                       |
| Tom Thill                                 | 31. März 1990      | Luxemburg              | Leopard Development (2014)            |
| Larry Valvasori                           | 30. Mai 1996       | Luxemburg              |                                       |
| Tom Vermeer                               | 28. Dezember 1985  | Niederlande            | Baby-Dump (2016)                      |
| Cristian Răileanu (15. Feb.–31. Dez.)     | 24. Januar 1993    | Moldau                 |                                       |
|                                           |                    |                        |                                       |
| Quellen: ProCyclingStats Cycling Quotient |                    |                        |                                       |

## Platzierungen in UCI-Ranglisten
UCI Africa Tour
| Saison    | Mannschaftswertung | Fahrerwertung         |
| --------- | ------------------ | --------------------- |
| 2007      | 8.                 | Stefan Heiny (59.)    |
| 2008-2013 | -                  | -                     |
| 2014      | 20.                | Diego Milán (106.)    |
| 2014      | 16.                | Manuel Stocker (123.) |

UCI America Tour
| Saison    | Mannschaftswertung | Fahrerwertung         |
| --------- | ------------------ | --------------------- |
| 2009      | 11.                | Grégory Brenes (9.)   |
| 2010-2012 | -                  | -                     |
| 2013      | 20.                | Diego Milán (42.)     |
| 2014      | 19.                | Jānis Dakteris (114.) |
| 2015-2016 | -                  | -                     |

UCI Asia Tour
| Saison    | Mannschaftswertung | Fahrerwertung          |
| --------- | ------------------ | ---------------------- |
| 2008      | 43.                |                        |
| 2009-2010 | -                  | -                      |
| 2011      | 56.                | Cyrille Heymans (222.) |
| 2012      | 61.                | Christian Poos (259.)  |
| 2013      | 47.                | Johan Coenen (71.)     |
| 2014-2016 | -                  | -                      |

UCI Europe Tour
| Saison | Mannschaftswertung | Fahrerwertung          |
| ------ | ------------------ | ---------------------- |
| 2009   | 42.                | Robert Retschke (117.) |
| 2010   | 32.                | Jempy Drucker (108.)   |
| 2011   | 70.                | Jonas Ljungblad (320.) |
| 2012   | 88.                | Alex Meenhorst (270.)  |
| 2013   | 68.                | Paavo Paajanen (394.)  |
| 2014   | 77.                | Jānis Dakteris (391.)  |
| 2015   | 90.                | Tom Thill (309.)       |
| 2016   | 85.                | Tom Thill (817.)       |

UCI Oceania Tour
| Saison    | Mannschaftswertung | Fahrerwertung        |
| --------- | ------------------ | -------------------- |
| 2009-2011 | -                  | -                    |
| 2012      | 11.                | Jason Christie (19.) |
| 2013-2016 | -                  | -                    |